# Eugeniusz Rogalski
Eugeniusz Rogalski (ur. 24 kwietnia 1920 w Wojkowicach Komornych, zm. 4 stycznia 1982 w Warszawie) – lekarz, profesor nauk medycznych, rektor Akademii Medycznej we Wrocławiu.
Wydział Lekarski Akademii Medycznej we Wrocławiu ukończył w 1950 roku. W 1958 uzyskał tytuł kandydata nauk medycznych, habilitował się w 1967, profesorem nadzwyczajnym został mianowany w 1976, a profesorem zwyczajnym w 1977 roku. W latach 1950–1951 asystent I Kliniki Chirurgicznej, 1951–1952 asystent III Kliniki Chirurgicznej, od 1952 asystent, a następnie adiunkt II Kliniki Chirurgicznej Akademii Medycznej we Wrocławiu. W 1971 został docentem, w 1972 kierownikiem, by następnie w 1973 roku dyrektorem Kliniki Chirurgii Klatki Piersiowej Instytutu Chirurgii Akademii Medycznej. Równolegle z pracą na Uczelni był asystentem (1951–1963), a następnie ordynatorem (od 1963 r.) Oddziału Torakochirurgii Wojewódzkiego Szpitala Chorób Płuc im. K. Dłuskiego we Wrocławiu. W latach 1978–1981 rektor wrocławskiej Akademii Medycznej. Doświadczenie naukowe i medyczne zdobywał w klinikach w Holandii i Wielkiej Brytanii.

## Główne kierunki badań
Dorobek naukowy obejmuje ponad 170 prac opublikowanych i przedstawionych na międzynarodowych kongresach chirurgicznych.
Główne kierunki badań: urazy klatki piersiowej, operacje rekonstrukcyjne tchawicy i dużych oskrzeli, operacje wytwórcze przełyku, leczenie chirurgiczne, badania doświadczalne nad przeszczepieniem płuc, opracowanie oryginalnej metody leczenia odmy drenażem zastawkowym za pomocą aparatu własnej konstrukcji. 

## Członkostwo
Członek m.in.: Polskiego Towarzystwa Lekarskiego i Towarzystwa Chirurgów Polskich.

## Odznaczenia
- Złoty Krzyż Zasługi
- Krzyż Kawalerski Orderu Odrodzenia Polski

liczne odznaczenia resortowe i regionalne